# Wangnitzsee
Wangnitzsee este o arie protejată (arie specială de conservare — SAC, sit de importanță comunitară — SCI) din Germania întinsă pe o suprafață de 516 ha, integral pe uscat.

## Localizare
Centrul sitului Wangnitzsee este situat la coordonatele 53°14′39″N 13°03′25″E / 53.2442°N 13.0569°E.

## Înființare
Situl Wangnitzsee a fost declarat sit de importanță comunitară în aprilie 2004 pentru a proteja 2 specii de animale. Situl a fost protejat și ca arie specială de conservare în august 2016.

## Biodiversitate
Situată în ecoregiunea continentală, aria protejată conține 4 habitate naturale: Lacuri eutrofice naturale cu vegetație de tip Magnopotamion sau Hydrocharition, Lacuri și iazuri distrofice naturale, Păduri de fag Asperulo-Fagetum, Păduri aluvionare cu Alnus glutinosa și Fraxinus excelsior (Alno-Padion, Alnion incanae, Salicion albae).
La baza desemnării sitului se află mai multe specii protejate:
- mamifere (1): vidră de râu (Lutra lutra)
- nevertebrate (1): Osmoderma eremita